# Zedlitz (ród)

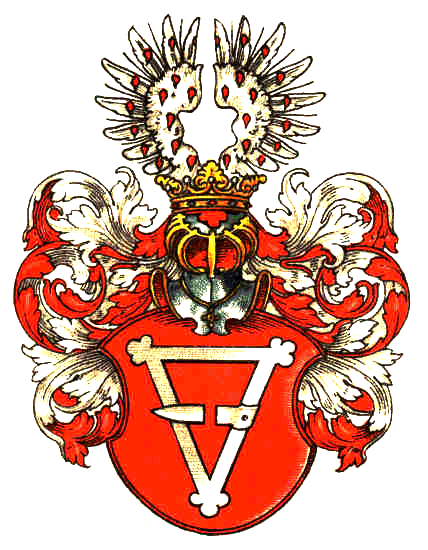
Herb rodowy

Zedlitz – śląski ród arystokratyczny, m.in. posiadacze zamków Wleń, Niesytno, Grodno i Lipa oraz pałaców w Wojcieszowie Górnym,  Warmątowicach Sienkiewiczowskich,  Kamionnej i Brenniku.
Przedstawiciele
- Georg von Zedlitz-Neukirch
- Joseph Christian von Zedlitz
- Karl von Zedlitz - w roku 1788 jako pierwszy na świecie wprowadził maturę jako egzamin dla absolwentów szkół średnich
- Konrad von Zedlitz
- Otto von Zedlitz

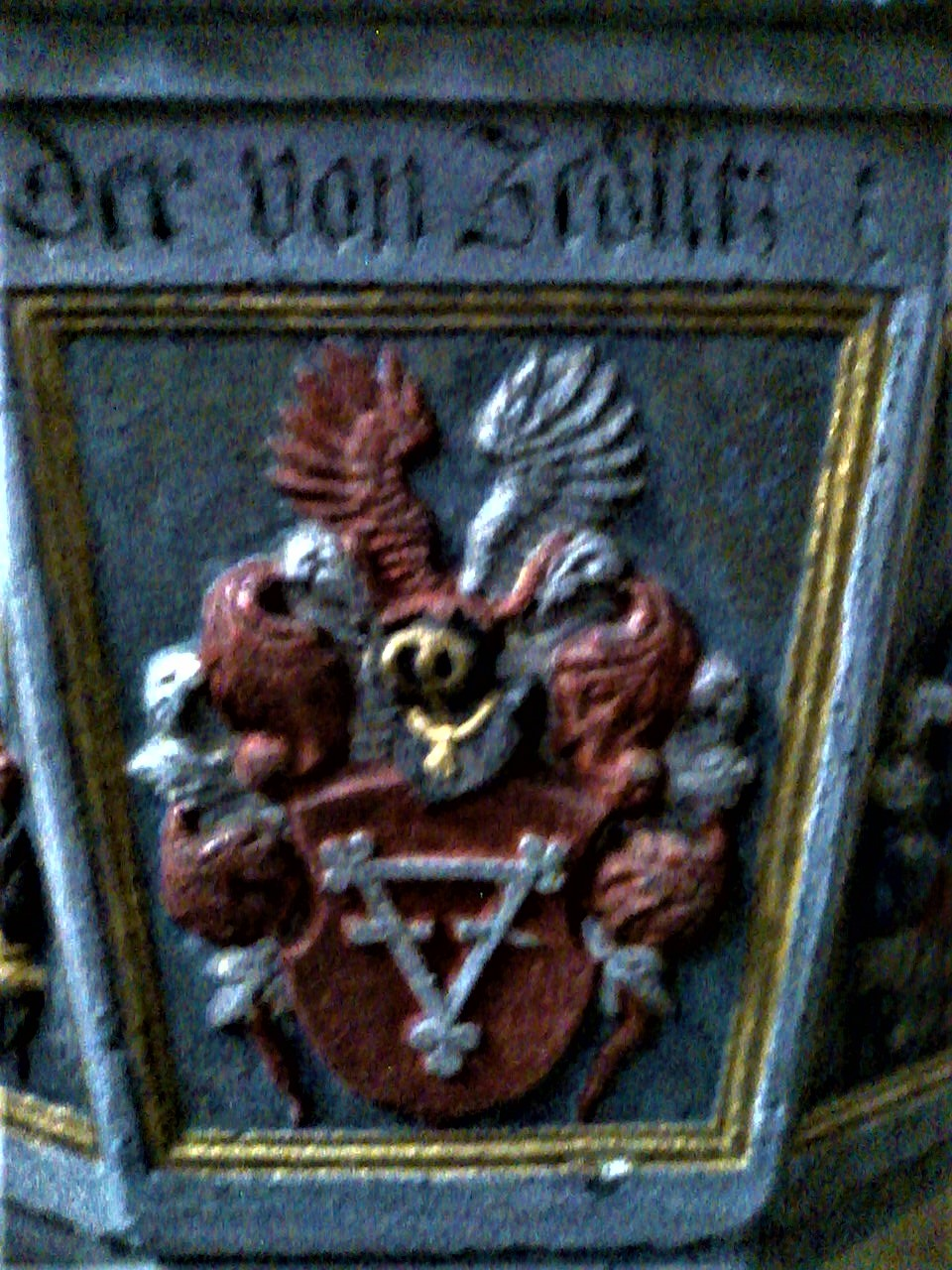
Herb Zedlitzów w Krosnowicach
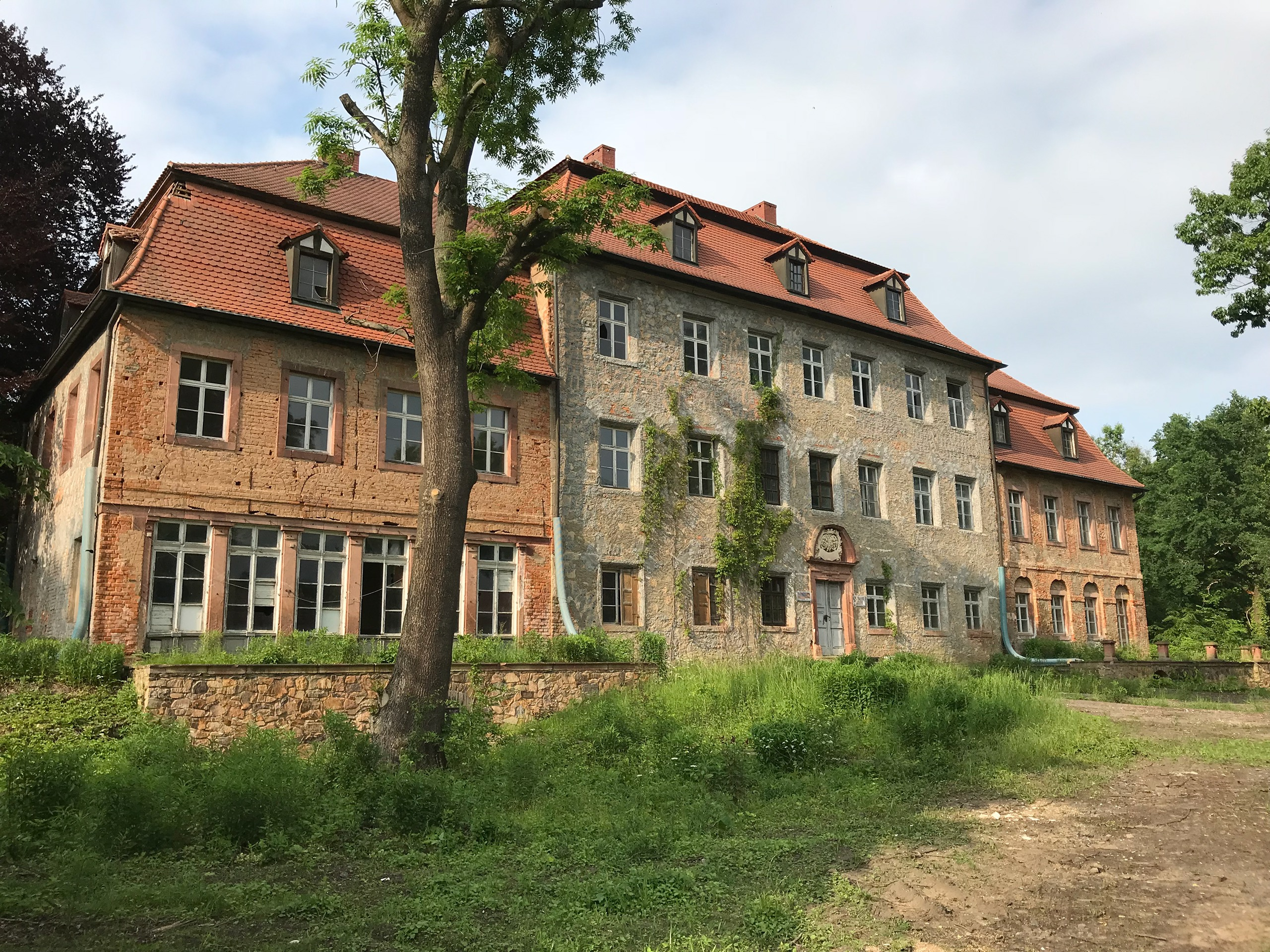
Zamek Zedtlitz